# 動物の祝福

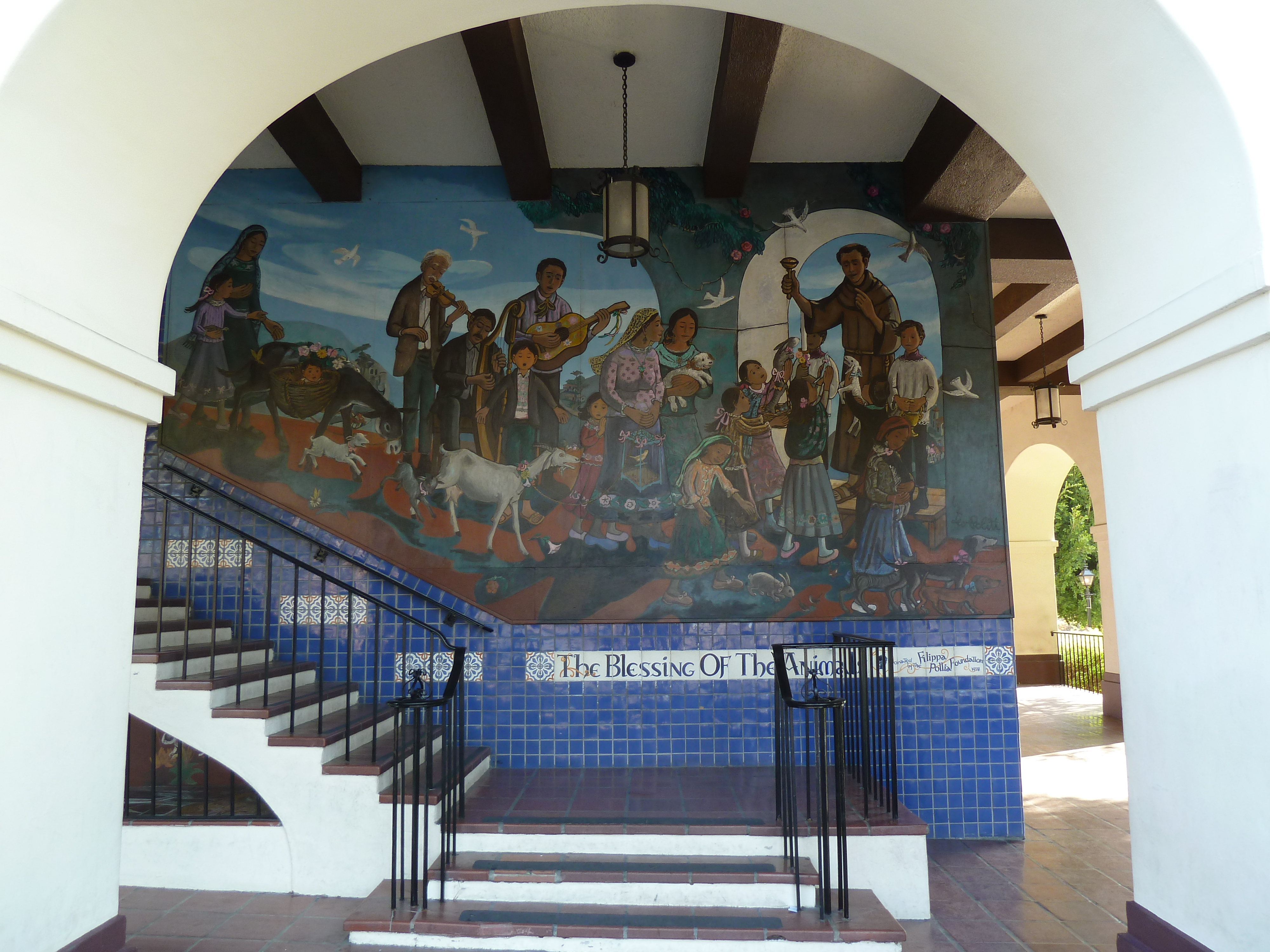
壁画：動物の祝福（メキシコ在ロサンジェルス領事館で）

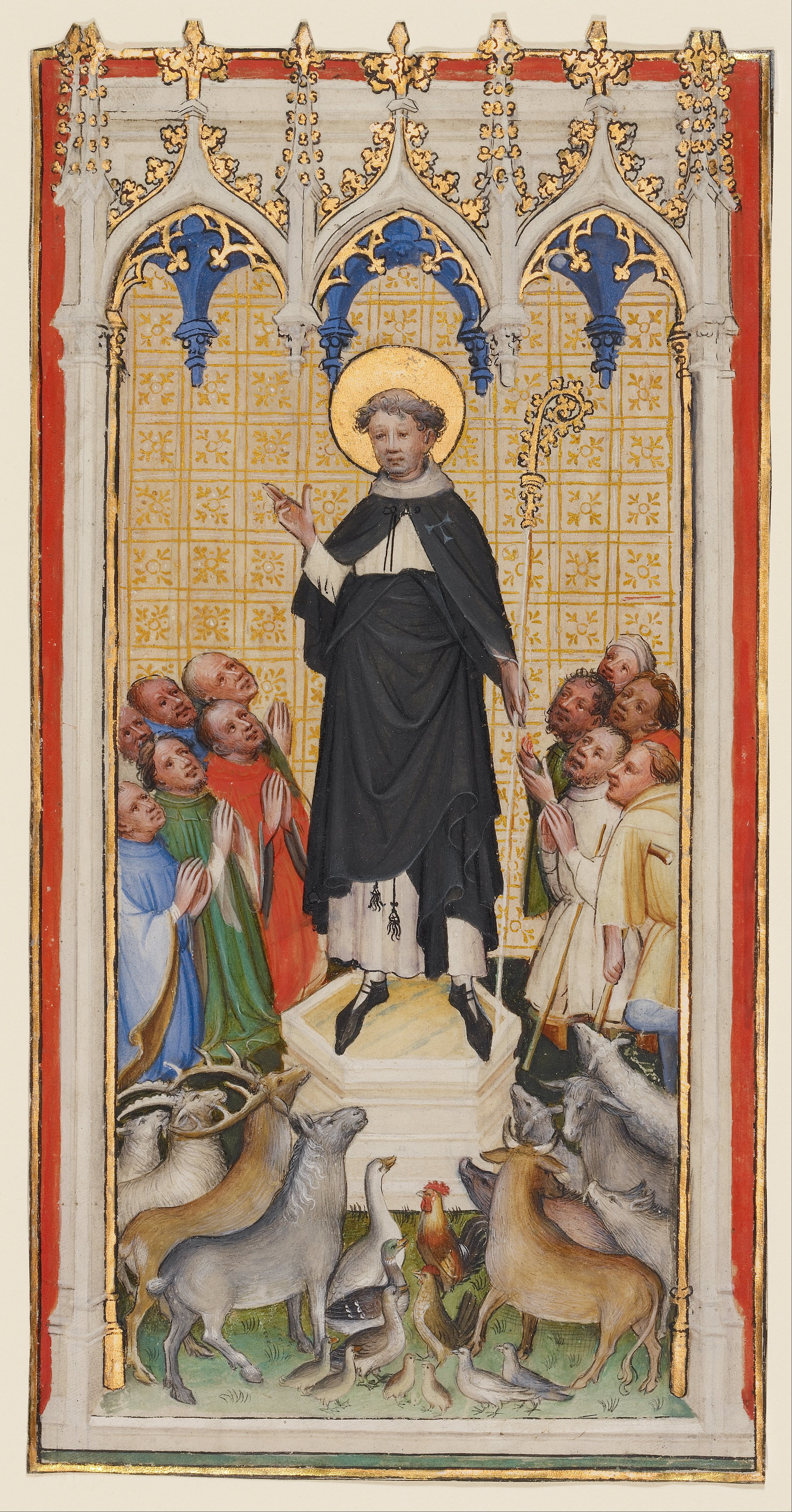
大アントニオスが動物、貧者、病人を祝福

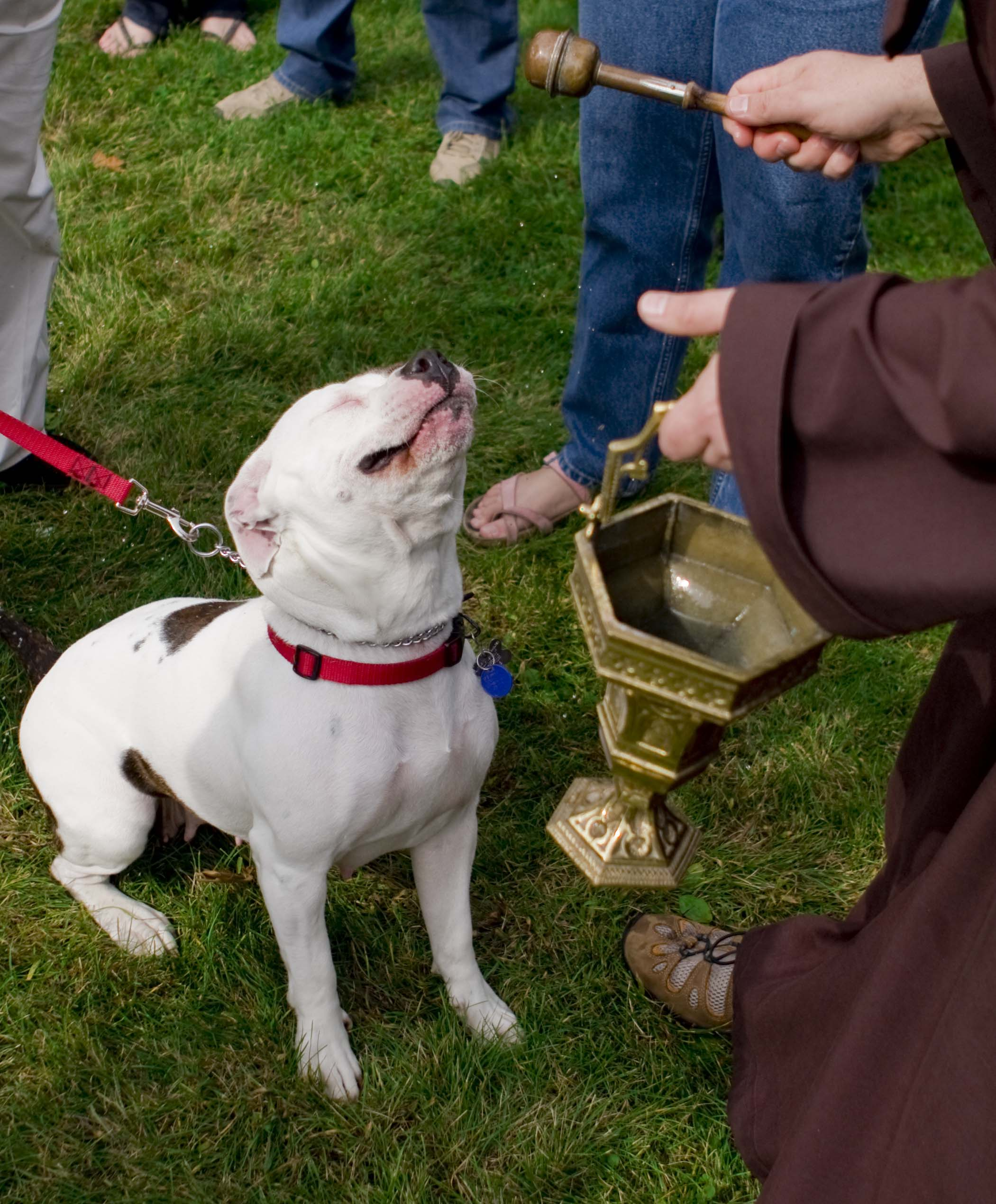
ペットの犬を祝福

動物の祝福（どうぶつのしゅくふく、英語: Blessing of animals）は、動物または人間と動物の関係に関して、ペットまたは人間が依存または相互作用する家畜、使役動物、他の動物などに適用される祝福である。

## 概要
動物の祝福、または屠殺前の屠殺プロセスに関する祝福は、いくつかの宗教で重要な要素になっている。
ペットの儀式的な祝福は、世界中で行われている。例えば、オーストラリア、カナダ、スコットランド、スペイン、米国などで行われている。
動物の祝福は宗教的活動であり、例えばキリスト教では大アントニオス・アッシジのフランチェスコの聖名祝日（それぞれ1月17日・10月4日）の祝福、イスラム教ではハラールにするための祈り、ユダヤ教ではワンワン・ミツワー（Bark Mitzvah）、神道ではペットの茅の輪くぐり、その他ユニテリアン・ユニヴァーサリズムなどで、何らかの形でほとんどの宗教で広く行われる。
動物に対する世俗的な敬意も強く、たとえば、毎年祝われる動物の権利と福祉のための国際的な行動の日である「世界動物の日」は、キリスト教の動物の守護聖人であるアッシジのフランチェスコの聖名祝日（10月4日）に行われる。